# Lanroy Machine
Lanroy Machine (* 13. Oktober 2005) ist ein französisch-kongolesischer Fußballspieler, der bei SCO Angers unter Vertrag steht.

## Karriere
Machine begann seine fußballerische Laufbahn beim CO Metz Bellecroix, wo er bis 2014 spielte. Anschließend wechselte er in das Centre de Formation des FC Metz, dem größten Verein der Stadt. Dort spielte er 2021/22 bereits 19 Mal für die U17-Mannschaft, wobei er siebenmal traf, und schoss ein Tor in sechs U19-Partien. 2022/23 schoss er in 21 A-Junioren-Ligaeinsätzen zwölf Tore und traf im Pokal dreimal in drei Spielen. Nachdem er schon 2022/23 zweimal für die viertklassige Zweitmannschaft spielen durfte, kam er dort 2023/24 in der National 3, neben weiteren U19-Partien, regelmäßiger zum Einsatz.
Im Sommer 2024 wechselte er zum Ligakonkurrenten SCO Angers, wo er zunächst für die zweite Mannschaft eingeplant wurde. Nach diversen Fünftligaeinsätzen kam er gegen Ende der Saison (33. Spieltag) zu seinem Ligue-1-Debüt nach später Einwechslung bei einem 2:1-Sieg über Racing Straßburg. Insgesamt spielte Machine in seiner ersten Profispielzeit 2024/25 zwei Erstligaspiele und 24 Spiele für die Zweitvertretung, wobei er siebenmal traf.